# Diego Tuñón
Diego Tuñón (Villa Santa Rita, Ciudad de Buenos Aires, 17 de agosto de 1968) es músico, compositor y productor musical argentino. Es conocido por ser tecladista de la banda Argentina Babasónicos, con la que ha publicado trece álbumes de estudio hasta el día de hoy. A lo largo de su carrera trabajó también junto a artistas como Carca, Victoria Mil, DDT, y al reconocido músico y productor Argentino Daniel Melero con quien además realizó un álbum en conjunto: “La Ruta del Opio” (2020).

## Biografía
Diego Tuñón nació en el barrio Villa Santa Rita, de la Ciudad de Buenos Aires el 17 de agosto de 1968.
Estuvo en pareja con Sofía Gala (hija de Moria Casán), con quien tuvieron una hija, Helena.

## Carrera musical
A mediados de los ochenta conoció a Adrián Dárgelos, con quien formaría las bandas Rosas del diluvio y X-Tance (1986-1989).
Tras la disolución de estas bandas comenzó a trabajar con Daniel Melero y en 1991 viajó a Estados Unidos para grabar el segundo álbum solista de Melero, “Cámara”, con la participación de Gustavo Cerati y Flavio Etcheto. La grabación se llevó a cabo en los estudios Beat Street de la ciudad de Los Ángeles.

### Babasónicos
Al regresar de este viaje, y luego de la experiencia adquirida, volvería a juntarse con Adrián Dárgelos para formar Babasónicos junto con Gabo Manelli, Diego Castellano, Diego Uma y Mariano Roger.
Desde 1991 a la actualidad Babasónicos lleva grabados 13 álbumes de estudio, varios álbumes en vivo, lados B y experimentos.
En 2022 la banda estrena su álbum Trinchera y convoca 75.000 personas en Buenos Aires, además de presentaciones en Latinoamérica, Estados Unidos y Europa.

### Otros Proyectos
En 2020 desarrolló junto a Daniel Melero el proyecto ambient “La Ruta del Opio”, una obra pensada para resaltar el valor estimulante de la música, el poder de las frecuencias y el encuentro con lo inesperado.

## Discografía

### Babasónicos
Artículo principal: Anexo:Discografía de Babasónicos
- Pasto (1992)

- Trance Zomba (1994)

- Dopádromo (1996)

- Babasónica (1997)

- Miami (1999)

- Jessico (2001)

- Infame (2003)

- Anoche (2005)

- Mucho (2008)

- A propósito (2011)

- Romantisísmico (2013)

- Discutible (2018)

- Trinchera (2022)

### Melero Tuñón
- La ruta del opio (2020)

### Como Productor
- Babasónicos - Pasto (1991), con Adrián Dárgelos

- Carca - Un millón de años Blues (1996), con Adrián Dárgelos

- Carca - Carca (1998), con Adrián Dárgelos

- Carca - Nena (1999)

- DDT - Simpatía por los demonios (2001)

- Carca - Divino (2003)

- Victoria Mil - Este cielo de estrellas caerá (2003)

- Victoria Mil  - Estoy bien, bien, bien (2005)

- Carca - Uoiea (2009)

- Daniel Melero - X (2009), con Diego Uma

- Banda de Turistas - Ya (2012), con Diego Uma

### Soundtracks
- Las mantenidas sin sueños[3] - Vera Fogwill (2007), Junto con Babasónicos

- Todo lo que veo es mío - Mariano Galperín[4] (2017)

- Bill 79 - Maríano Galperín[5] (2021)